# Saint-André-de-Cubzac
Pour les articles homonymes, voir Saint-André.
Saint-André-de-Cubzac (en gascon Sant Andrieu de Cubzat) est une commune du Sud-Ouest de la France, située dans le département de la Gironde, en région Nouvelle-Aquitaine.

## Géographie

### Localisation
La commune de Saint-André-de-Cubzac, traversée par le 45e parallèle nord, est de ce fait située à égale distance du pôle Nord et de l'équateur terrestre (environ 5 000 km).
La commune fait partie de l'aire d'attraction de Bordeaux et de son unité urbaine. Elle était auparavant la commune-centre de l'unité urbaine de Saint-André-de-Cubzac absorbée par celle de Bordeaux selon la délimitation de 2020.

### Communes limitrophes
Les communes limitrophes sont  Cubzac-les-Ponts, La Lande-de-Fronsac, Saint-Gervais, Saint-Romain-la-Virvée, Saint-Vincent-de-Paul, Val de Virvée et Virsac.
| Saint-Gervais         | Virsac                | Val de Virvée          |
| Saint-Vincent-de-Paul | Saint-André-de-Cubzac | La Lande-de-Fronsac    |
|                       | Cubzac-les-Ponts      | Saint-Romain-la-Virvée |

### Climat
Pour des articles plus généraux, voir Climat de la Nouvelle-Aquitaine et Climat de la Gironde.
Historiquement, la commune est exposée à un climat océanique aquitain.  
En 2020, Météo-France publie une typologie des climats de la France métropolitaine dans laquelle la commune est exposée à un climat océanique et est dans la région climatique  Aquitaine, Gascogne, caractérisée par une pluviométrie abondante au printemps, modérée en automne, un faible ensoleillement au printemps, un été chaud (19,5 °C), des vents faibles, des brouillards fréquents en automne et en hiver et des orages fréquents en été (15 à 20 jours).
Pour la période 1971-2000, la température annuelle moyenne est de 13 °C, avec une amplitude thermique annuelle de 14,6 °C. Le cumul annuel moyen de précipitations est de 877 mm, avec 11,9 jours de précipitations en janvier et 7 jours en juillet. Pour la période 1991-2020, la température moyenne annuelle observée sur la station météorologique la plus proche, située sur la commune de Saint-Gervais à 2,93 km à vol d'oiseau, est de 13,9 °C et le cumul annuel moyen de précipitations est de 824,9 mm,. Pour l'avenir, les paramètres climatiques de la commune estimés pour 2050 selon différents scénarios d’émission de gaz à effet de serre sont consultables sur un site dédié publié par Météo-France en novembre 2022.

### Milieux naturels et biodiversité

#### Natura 2000
La Dordogne est un site du réseau Natura 2000 limité aux départements de la Dordogne et de la Gironde, et qui concerne les 104 communes riveraines de la Dordogne, dont Saint-André-de-Cubzac,. Seize espèces animales et une espèce végétale inscrites à l'annexe II de la directive 92/43/CEE de l'Union européenne y ont été répertoriées.

#### ZNIEFF
Saint-André-de-Cubzac fait partie des 102 communes concernées par la zone naturelle d'intérêt écologique, faunistique et floristique (ZNIEFF) de type II « La Dordogne »,, dans laquelle ont été répertoriées huit espèces animales déterminantes et cinquante-sept espèces végétales déterminantes, ainsi que quarante-trois autres espèces animales et trente-neuf autres espèces végétales.

## Urbanisme

### Typologie
Au 1er janvier 2024, Saint-André-de-Cubzac est catégorisée centre urbain intermédiaire, selon la nouvelle grille communale de densité à sept niveaux définie par l'Insee en 2022.
Elle appartient à l'unité urbaine de Bordeaux, une agglomération intra-départementale regroupant 73  communes, dont elle est une commune de la banlieue,,. Par ailleurs la commune fait partie de l'aire d'attraction de Bordeaux, dont elle est une commune de la couronne,. Cette aire, qui regroupe 275 communes, est catégorisée dans les aires de 700 000 habitants ou plus (hors Paris),.

### Voies de communication et transports
Saint-André-de-Cubzac est située sur la rive droite de la Dordogne, lieu renommé pour son carrefour routier important et les ponts (le pont routier de Cubzac, le pont ferroviaire de Cubzac et le pont autoroutier de Cubzac) qui franchissent la Dordogne et qui sont les seuls passages routier et ferroviaire entre l'estuaire de la Gironde et Libourne. Ces ponts sont toutefois plus au sud, dans la commune voisine de Cubzac-les-Ponts.
Située au nord de Bordeaux, Saint-André-de-Cubzac est le carrefour entre la RN 10 d'Hendaye à Paris entre Bordeaux et Angoulême et l'ancienne RN 137 de Saint-André-de-Cubzac à Saint-Malo, aujourd'hui route départementale, longe l'autoroute A 10 qui va vers Paris et se dirige vers Saintes. Autrefois rond-point entre la RN 10 et la RN 137, le carrefour entre l'A10 et la RN 10 est maintenant une jonction autoroutière.
La route départementale 670 part du centre-ville et de ce carrefour pour aller vers l'est à Libourne.
La route départementale 669 part du centre-ville et longe la rive droite de la Dordogne pour aller vers Bourg puis Blaye par l'estuaire. C'est le début de la Route touristique de la corniche.

### Risques majeurs
Le territoire de la commune de Saint-André-de-Cubzac est vulnérable à différents aléas naturels : météorologiques (tempête, orage, neige, grand froid, canicule ou sécheresse), inondations, mouvements de terrains et séisme (sismicité faible). Il est également exposé à un risque technologique, la rupture d'un barrage. Un site publié par le BRGM permet d'évaluer simplement et rapidement les risques d'un bien localisé soit par son adresse soit par le numéro de sa parcelle.

#### Risques naturels
La commune fait partie du territoire à risques importants d'inondation (TRI) de Bordeaux, regroupant les 28 communes concernées par un risque de submersion marine ou de débordement de la Garonne, un des 18 TRI qui ont été arrêtés fin 2012 sur le bassin Adour-Garonne. Les crues significatives qui se sont produites au XXe siècle, avec plus de 6,70 m mesurés au marégraphe de Bordeaux sont celles du 27 décembre 1999 (7,05 m, débit de la Garonne de 700 m3/s), du 13 décembre 1981 (6,85 m, 1500 à 2 000 m3/s), du 19 mars 1988 (6,84 m, 4 000 m3/s), du 7 février 1996 (6,77 m, 1 000 m3/s) et du 28 avril 1998 (6,73 m, 2 700 m3/s). Au XXIe siècle, ce sont celles liées à la tempête Xynthia du 28 février 2010 (6,92 m, 816 m3/s) et du 31 janvier 2014 (6,9 m, 2500 à 3 000 m3/s). Des cartes des surfaces inondables ont été établies pour trois scénarios : fréquent (crue de temps de retour de 10 ans à 30 ans), moyen (temps de retour de 100 ans à 300 ans) et extrême (temps de retour de l'ordre de 1 000 ans, qui met en défaut tout système de protection). La commune a été reconnue en état de catastrophe naturelle au titre des dommages causés par les inondations et coulées de boue survenues en 1982, 1989, 1992, 1999, 2009, 2010, 2013, 2014 et 2021,.
Les mouvements de terrains susceptibles de se produire sur la commune sont des affaissements et effondrements liés aux cavités souterraines (hors mines), des éboulements, chutes de pierres et de blocs et des tassements différentiels. Par ailleurs, afin de mieux appréhender le risque d’affaissement de terrain, l'inventaire national des cavités souterraines permet de localiser celles situées sur la commune.

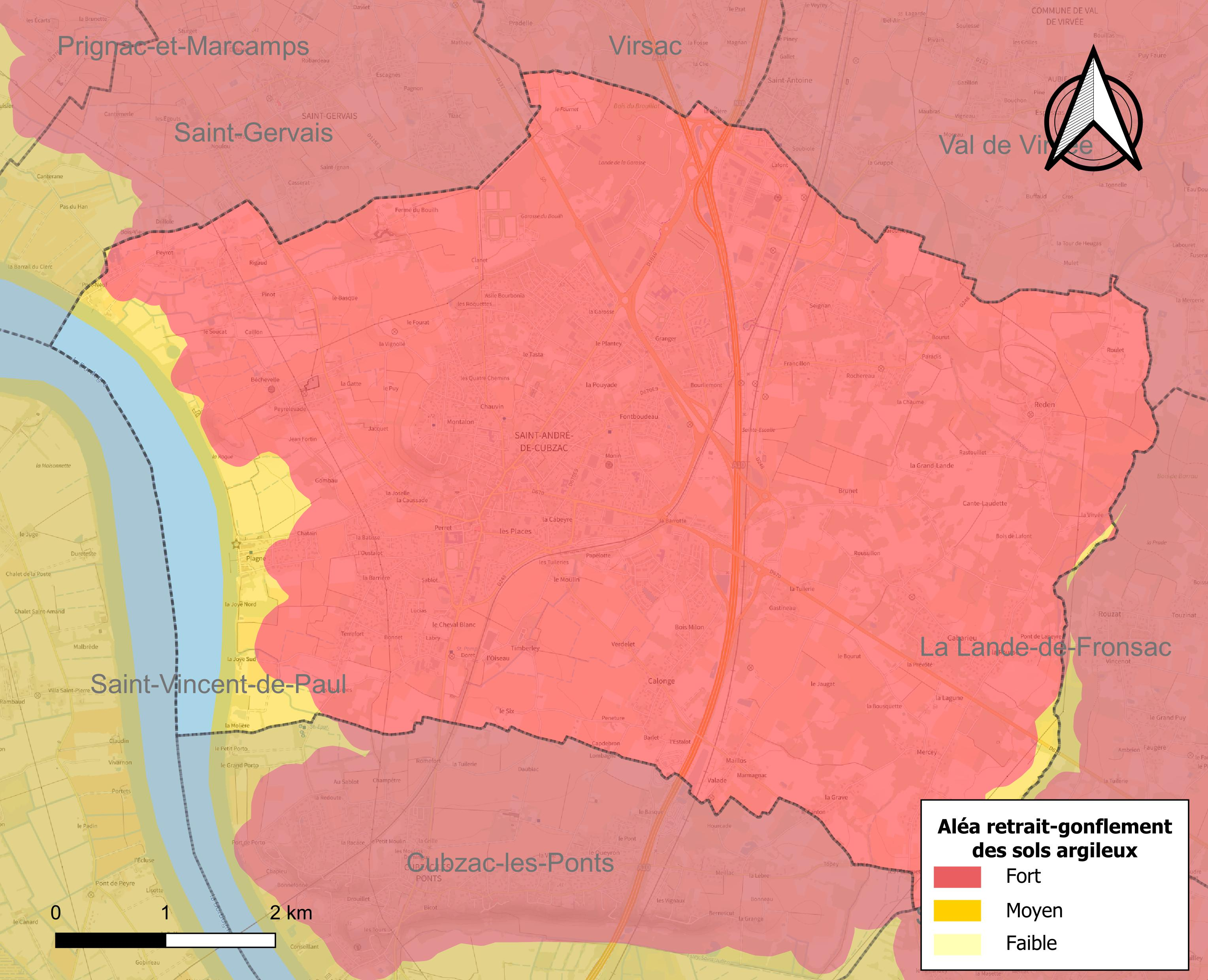
Carte des zones d'aléa retrait-gonflement des sols argileux de Saint-André-de-Cubzac.

Le retrait-gonflement des sols argileux est susceptible d'engendrer des dommages importants aux bâtiments en cas d’alternance de périodes de sécheresse et de pluie. 96,3 % de la superficie communale est en aléa moyen ou fort (67,4 % au niveau départemental et 48,5 % au niveau national). Sur les 3 908 bâtiments dénombrés sur la commune en 2019, 3 908 sont en aléa moyen ou fort, soit 100 %, à comparer aux 84 % au niveau départemental et 54 % au niveau national. Une cartographie de l'exposition du territoire national au retrait gonflement des sols argileux est disponible sur le site du BRGM,.
Concernant les mouvements de terrains, la commune a été reconnue en état de catastrophe naturelle au titre des dommages causés par la sécheresse en 1989, 2003, 2005, 2011 et 2012 et par des mouvements de terrain en 1999.

#### Risques technologiques
La commune est en outre située en aval du  barrage de Bort-les-Orgues, un ouvrage sur la Dordogne de classe A soumis à PPI, disposant d'une retenue de 477 millions de mètres cubes. À ce titre elle est susceptible d’être touchée par l’onde de submersion consécutive à la rupture de cet ouvrage.

## Toponymie
Le nom de la commune est Sant Andrieu de Cubzat, parfois orthographié Cubzac mais prononcé avec un -t final dans le parler gascon du Cubzaguais.

## Histoire
La commune compte quelques vestiges préhistoriques et protohistoriques et plusieurs villas gallo-romaines qui témoignent de l’ancrage d’un habitat ancien qui s’est fixé dans cette zone dès la période antique.
La période médiévale est surtout marquée par l’importance notable de la forteresse royale de Cubzac, construite en 1249 par Simon V de Montfort sur les bords de la Dordogne. Son plan en bastide prévoyait un fonctionnement qui reposait principalement sur l’auto-suffisance et l’autarcie, essentiel pour une place forte. Cependant, la proche petite ville de Saint-André avait été dotée par l’abbaye de la Sauve, dès la fin du XIIe siècle, d’un prieuré. Il était le centre d'une mise en valeur des sols, l'habitat était déjà conçu comme une petite sauveté, et s'organisait avec des rues tracées à partir des deux premiers axes antiques, le cardo (axe nord-sud) et le decumanus (axe est-ouest). C’est au croisement même de ces deux voies qu’avait été érigée la première église Saint-André, agrandie depuis, et un peu plus haut dans le bourg une autre, plus modeste, l’église Saint-Étienne. Saint-André a toujours fondé son développement sur l’ouverture à l’économie locale et au commerce : dotée d’un marché important dès le XIIIe siècle, la ville s’ancrait fermement dans les échanges sur toute la rive droite de la Dordogne, voire avec l’Entre-deux-Mers. Elle apparaît comme un carrefour commercial dès la fin du XIIIe siècle et, à partir de là, elle ne cessera plus de prospérer, notamment avec le commerce de ses vins.
En 1341, Édouard III d’Angleterre érigea la terre du Cubzaguais en châtellenie et la donna à Bérard Ier de Vayres, cadet de la famille d’Albret, en raison de services rendus. Un peu plus d’un siècle plus tard, après la victoire de Castillon en 1453, les places anglaises revenaient à la France et Cubzac –dont la vocation à l’origine était principalement militaire– n’avait plus véritablement de raison d’exister. À la suite de ce déclin, le siège de la châtellenie se déplaçait du château de Cubzac à la maison noble du Bouilh, qui donnait à la région une impulsion nouvelle, à dominante clairement économique. Elle  devint si prospère que le puissant voisin, le marquis de Fronsac, chercha plus tard à l’acquérir, en vain.
Les guerres de religion ont sévi dans cette zone. Au cours de la période de la Convention nationale (1792-1795), la commune a adopté le nom révolutionnaire de Montalon.
Les archives départementales de la Gironde, notamment les terriers, présentent certains plans, parcellaires et croquis divers de lieux-dits, d’habitats et de routes du territoire de ce qui deviendra l’actuel Saint-André-de-Cubzac. Des plans originaux, inconnus jusqu'alors, levés par le célèbre et méticuleux géographe Claude Masse et colorés à la main, ont été découverts il y a quelques années ; ils se sont avérés être les plus fidèles et les plus anciens à ce jour et ils apportent beaucoup à la connaissance du lieu. Leur précision permet d'observer l’emplacement de monuments aujourd’hui disparus en partie (cloître des Cordeliers) ou totalement (église Saint-Étienne, anciens cimetières), et prouve que le clocher carré de l’église, en 1723, portait déjà une horloge, ce qui était rare au début du XVIIIe siècle. Ces mêmes plans, très détaillés, permettent entre autres de comprendre les routes, les accès à la Dordogne, l’ancienne bastide de Cubzac et donnent une bonne indication de la mise en valeur du territoire. Pour la première fois, il est possible d'examiner un relevé précis de ce qu’était en 1723 l'ancienne maison forte du Bouilh (dont on sait qu'elle se trouvait sur une maison forte érigée dès 1331), ses jardins et ses dépendances agricoles avant qu’elle ne soit rasée et que les grands travaux de 1786-1789 n’en fassent l’édifice (château du Bouilh) que l’on connaît aujourd’hui. Les plans en couleur les plus importants, en raison de leur intérêt, ont été repris et publiés dans un ouvrage consacré à l'étude d'ensemble de Cubzac et de sa région.
Un certain nombre d'érudits locaux et d'historiens se sont penchés sur l’histoire plus récente de Saint-André-de-Cubzac, y compris par l’examen des cartes postales anciennes qui témoignent, dans le début du XXe siècle, d’une ville en plein essor et en activité. Le cœur de la ville était alors symbolisé par une halle de pierre, construite vers 1750 par Jean-Frédéric de La Tour du Pin Gouvernet, lieutenant-général de la région, halle démolie en 1966. Le port de Plagne, qui a connu un certain succès grâce à la pêche et au transport de marchandises, a subi de plein fouet la concurrence des moyens de transports modernes. Il connaît depuis quelques années un certain renouveau en raison, entre autres, de la navigation de plaisance.

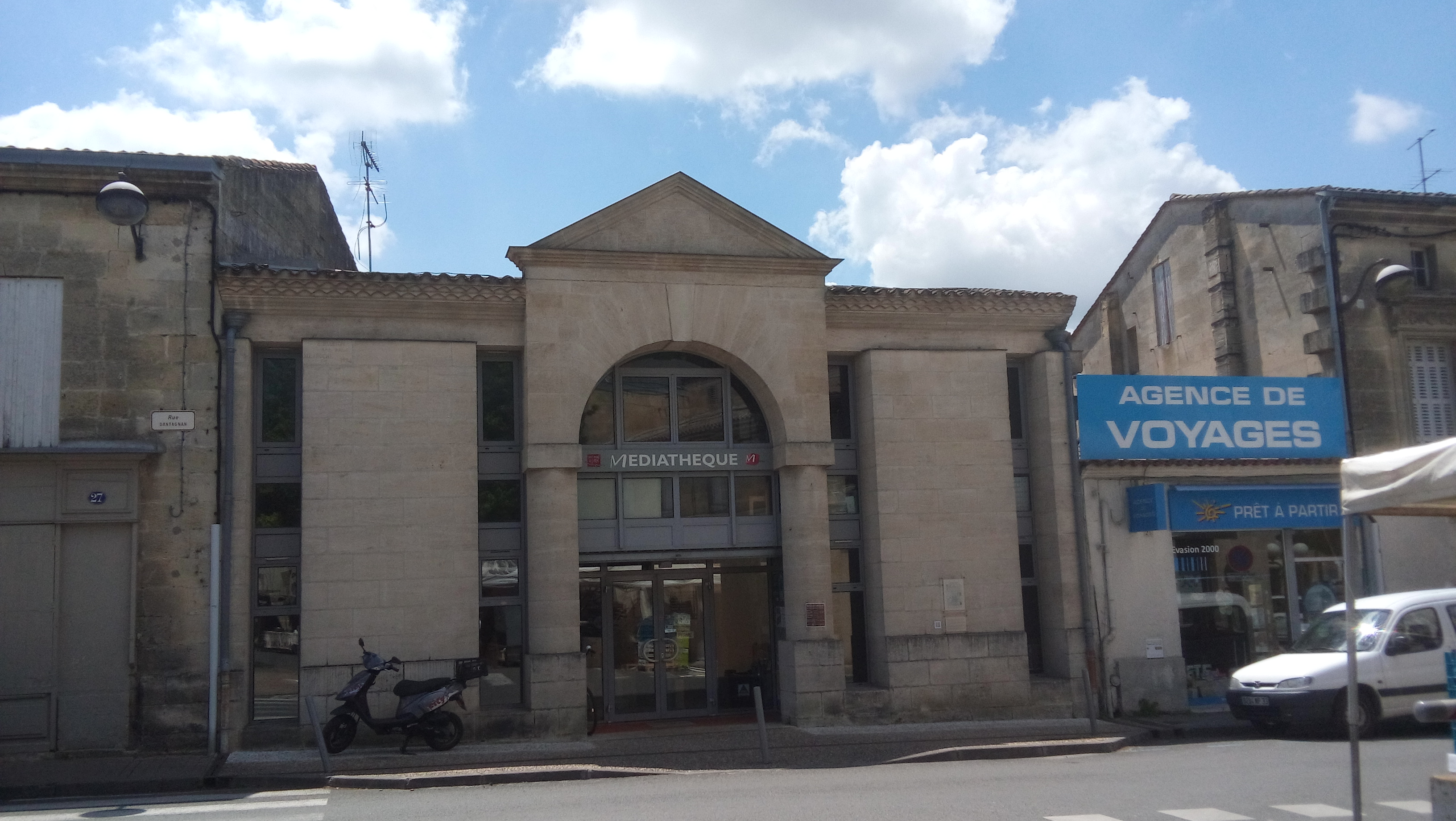
Médiathèque.

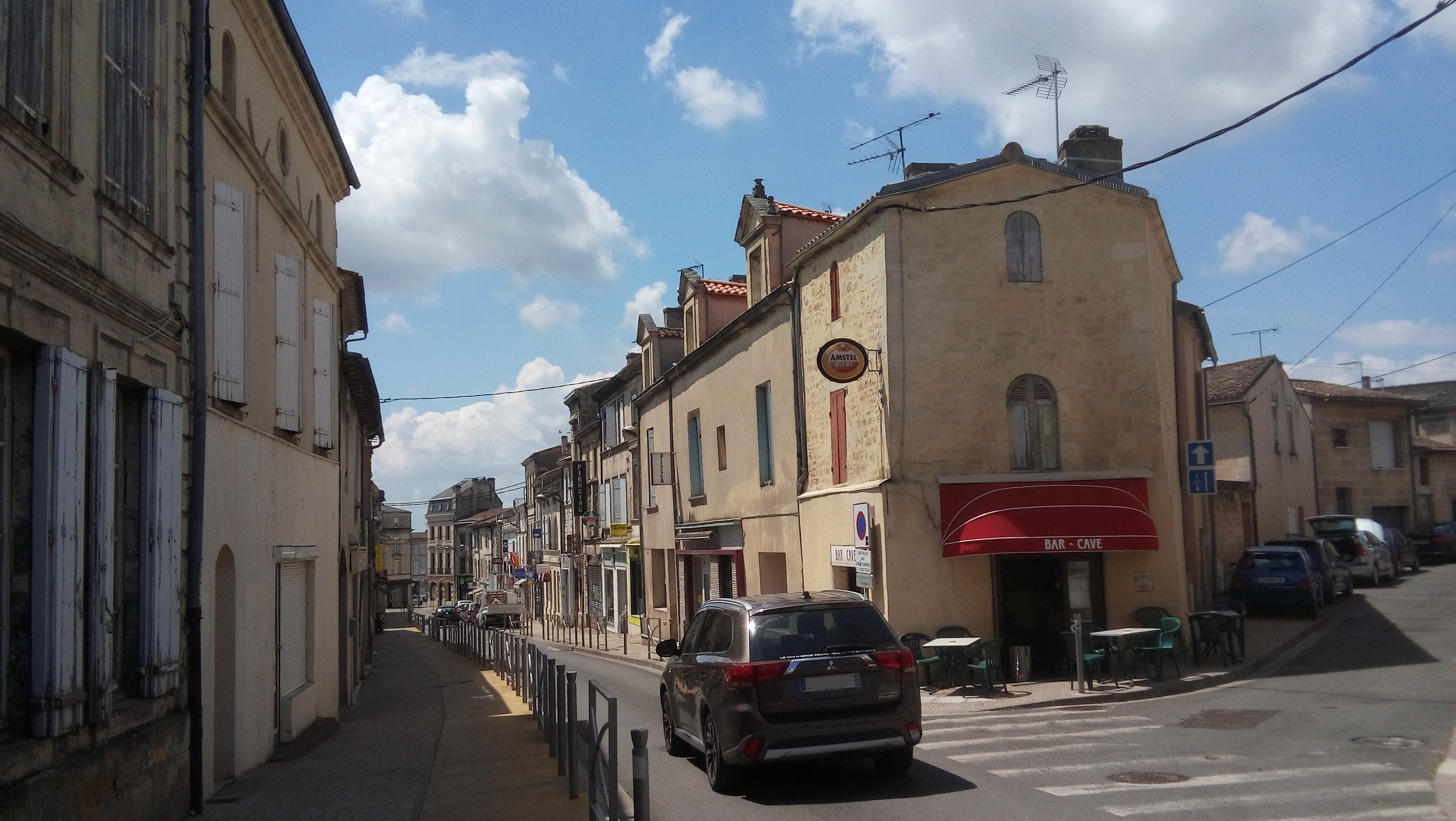
Partie basse de la Rue Nationale.

 Depuis quelques années, Saint-André-de-Cubzac, qui avait fréquemment eu peine à trouver sa voie entre ses deux grandes « rivales », Bourg à l’ouest et Libourne à l’est, s'est s’adaptée à la période contemporaine dominée par une société de consommation et d’échanges, qui ne cesse de monter en puissance. Son centre historique est traversé par la rue Nationale qui a toujours constitué une sorte de poumon économique où s’étaient fixés, parfois depuis longtemps, des commerces de proximité. Depuis l’étirement de la ville plus au nord, en direction de la Garosse, cette rue principale (cardo), dans sa partie basse et dans le centre de la vieille ville, a été transformée en voie à sens unique dotée d’une piste cyclable presque aussi large que la chaussée. 

## Politique et administration

### Jumelages
Albatera (Espagne) depuis 2004
 Telgte (Allemagne) depuis 1999

## Population et société

### Démographie
Les habitants sont appelés les Cubzaguais.

#### Évolution démographique
L'évolution du nombre d'habitants est connue à travers les recensements de la population effectués dans la commune depuis 1793. Pour les communes de plus de 10 000 habitants les recensements ont lieu chaque année à la suite d'une enquête par sondage auprès d'un échantillon d'adresses représentant 8 % de leurs logements, contrairement aux autres communes qui ont un recensement réel tous les cinq ans,.

En 2022, la commune comptait 12 786 habitants, en évolution de +14,91 % par rapport à 2016 (Gironde : +6,91 %, France hors Mayotte : +2,11 %).
| 1793  | 1800  | 1806  | 1821  | 1831  | 1836  | 1841  | 1846  | 1851  |
| ----- | ----- | ----- | ----- | ----- | ----- | ----- | ----- | ----- |
| 2 800 | 5 279 | 2 828 | 3 087 | 2 957 | 3 329 | 3 010 | 3 327 | 3 389 |

| 1856  | 1861  | 1866  | 1872  | 1876  | 1881  | 1886  | 1891  | 1896  |
| ----- | ----- | ----- | ----- | ----- | ----- | ----- | ----- | ----- |
| 3 432 | 3 690 | 3 611 | 3 505 | 3 543 | 3 540 | 3 737 | 3 884 | 3 916 |

| 1901  | 1906  | 1911  | 1921  | 1926  | 1931  | 1936  | 1946  | 1954  |
| ----- | ----- | ----- | ----- | ----- | ----- | ----- | ----- | ----- |
| 4 091 | 4 023 | 4 019 | 3 924 | 3 974 | 4 054 | 3 641 | 3 459 | 3 945 |

| 1962  | 1968  | 1975  | 1982  | 1990  | 1999  | 2006  | 2011  | 2016   |
| ----- | ----- | ----- | ----- | ----- | ----- | ----- | ----- | ------ |
| 4 238 | 4 572 | 4 984 | 5 243 | 6 341 | 7 234 | 8 306 | 9 874 | 11 127 |

| 2021   | 2022   | - | - | - | - | - | - | - |
| ------ | ------ | - | - | - | - | - | - | - |
| 12 854 | 12 786 | - | - | - | - | - | - | - |

#### Pyramide des âges
En 2021, le taux de personnes d'un âge inférieur à 30 ans s'élève à 37,3 %, soit au-dessus de la moyenne départementale (35,4 %). À l'inverse, le taux de personnes d'âge supérieur à 60 ans est de 22,1 % la même année, alors qu'il est de 25,4 % au niveau départemental.
En 2021, la commune comptait 6 171 hommes pour 6 683 femmes, soit un taux de 51,99 % de femmes, légèrement inférieur au taux départemental (52,10 %).
Les pyramides des âges de la commune et du département s'établissent comme suit :
| Hommes | Classe d’âge | Femmes |
| ------ | ------------ | ------ |
| 0,4    | 90 ou +      | 2,0    |
| 5,8    | 75-89 ans    | 7,7    |
| 13,5   | 60-74 ans    | 14,6   |
| 19,5   | 45-59 ans    | 18,9   |
| 21,7   | 30-44 ans    | 21,1   |
| 18,7   | 15-29 ans    | 16,3   |
| 20,2   | 0-14 ans     | 19,4   |

| Hommes | Classe d’âge | Femmes |
| ------ | ------------ | ------ |
| 0,7    | 90 ou +      | 1,9    |
| 6,7    | 75-89 ans    | 8,9    |
| 15,7   | 60-74 ans    | 16,8   |
| 19,9   | 45-59 ans    | 19,3   |
| 19,9   | 30-44 ans    | 19,2   |
| 19,4   | 15-29 ans    | 18,1   |
| 17,7   | 0-14 ans     | 15,8   |

### Sports
La commune compte parmi ses associations le Racing Club Cubzaguais, club de rugby à XV dont Heini Adams a notamment été le manageur sportif entre 2016 et 2018 en division honneur.

## Culture locale et patrimoine

### Lieux et monuments
- Le site de Montalon abrite les restes de plusieurs moulins, dont l'un est transformé en moulin panoramique et l'autre en refuge urbain. On peut par ailleurs y trouver la borne du « 45e parallèle » marquant le passage du 45e parallèle nord.
- Église Saint-André-du-Nom-de-Dieu du XIIe siècle et du XIIIe siècle, inscrite au titre des monuments historiques en 1925[57].
- Vierge de Pitié, groupe sculpté de l'intérieur de l'église Saint-André classé monument historique en 1971[58].
- Château du Bouilh, construit entre 1786 et 1789 par l'architecte Victor Louis pour le compte de Jean-Frédéric de La Tour du Pin Gouvernet, classé monument historique en 1943[59].
- Le phare du port de Plagne, à proximité de Saint-André-de-Cubzac.
- Le port de Plagne ; ancien haut lieu de la pêche à l'esturgeon.
- Le platane de Robillard, tricentenaire.
- Le château Robillard est un castel du XVIe siècle ; des spectacles y sont régulièrement donnés[60].
- La chanson de Pierre Perret Ne partez pas en vacances mentionne la commune : « De Saint André d'Cubzac à Barcelone / On est plus d'huit cent mille sur deux colonnes », évocation des embouteillages à l'occasion des grands départs en vacances.

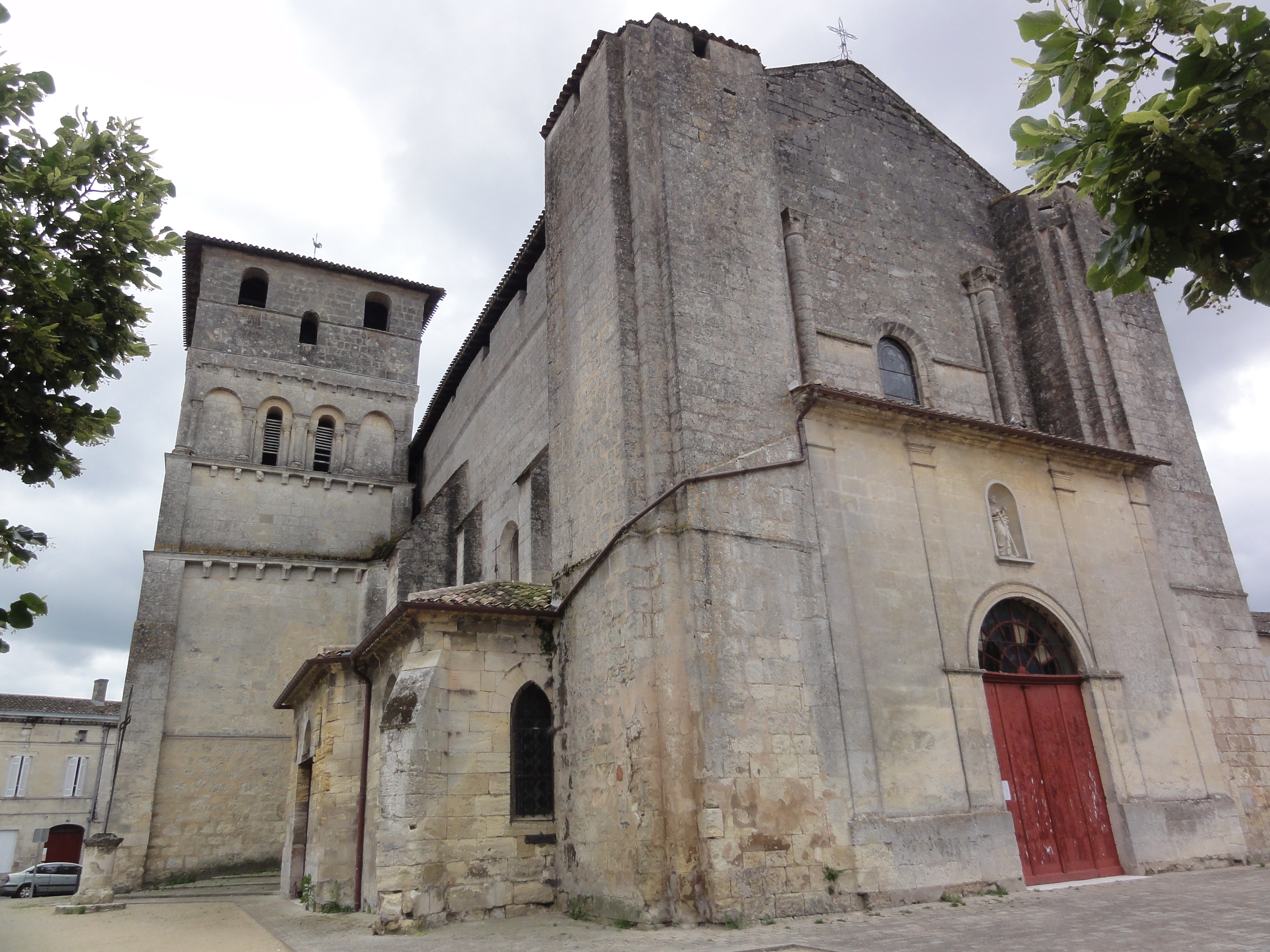
L'église Saint-André-du-Nom-de-Dieu
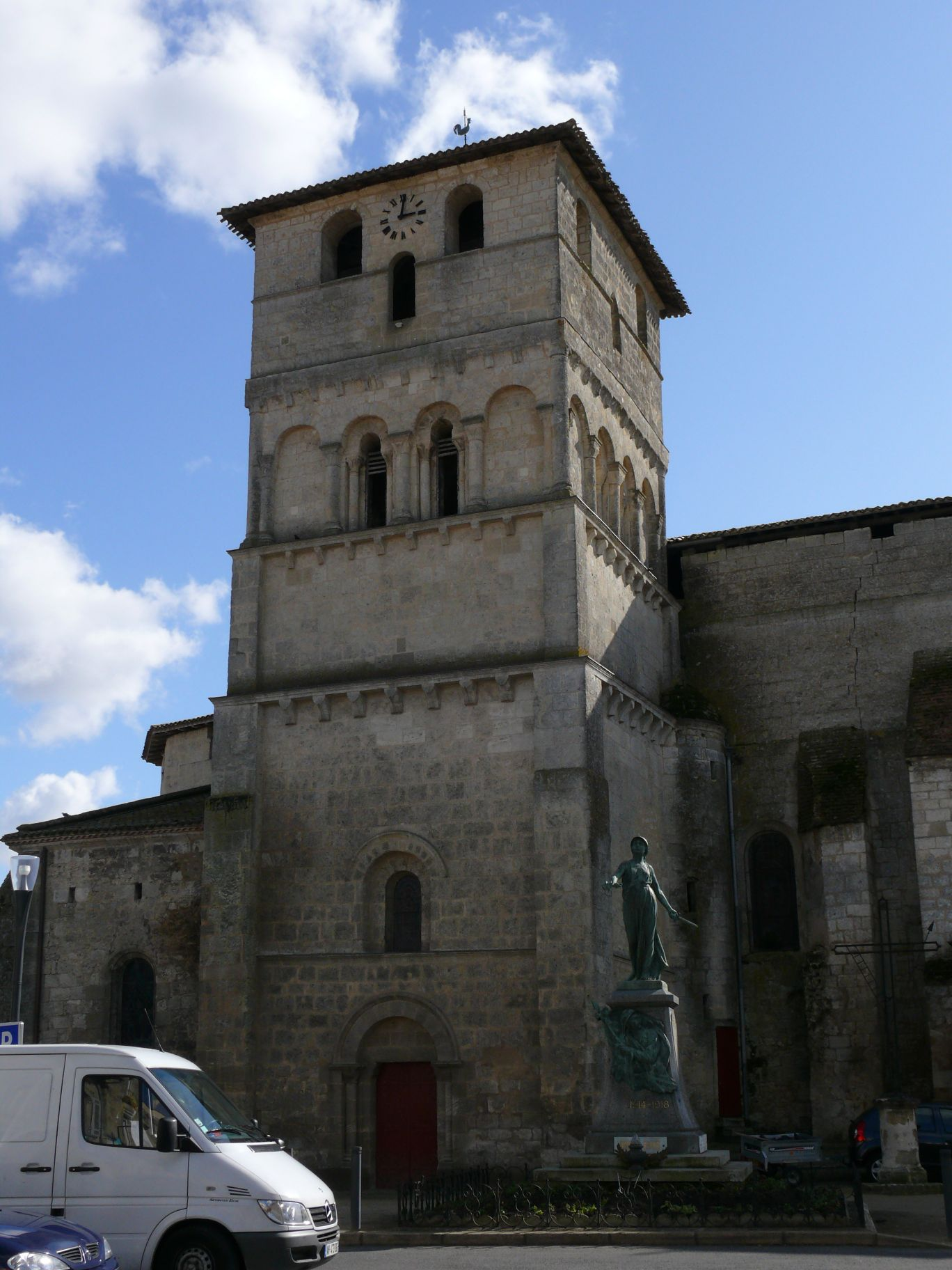
L'église Saint-André-du-Nom-de-Dieu.
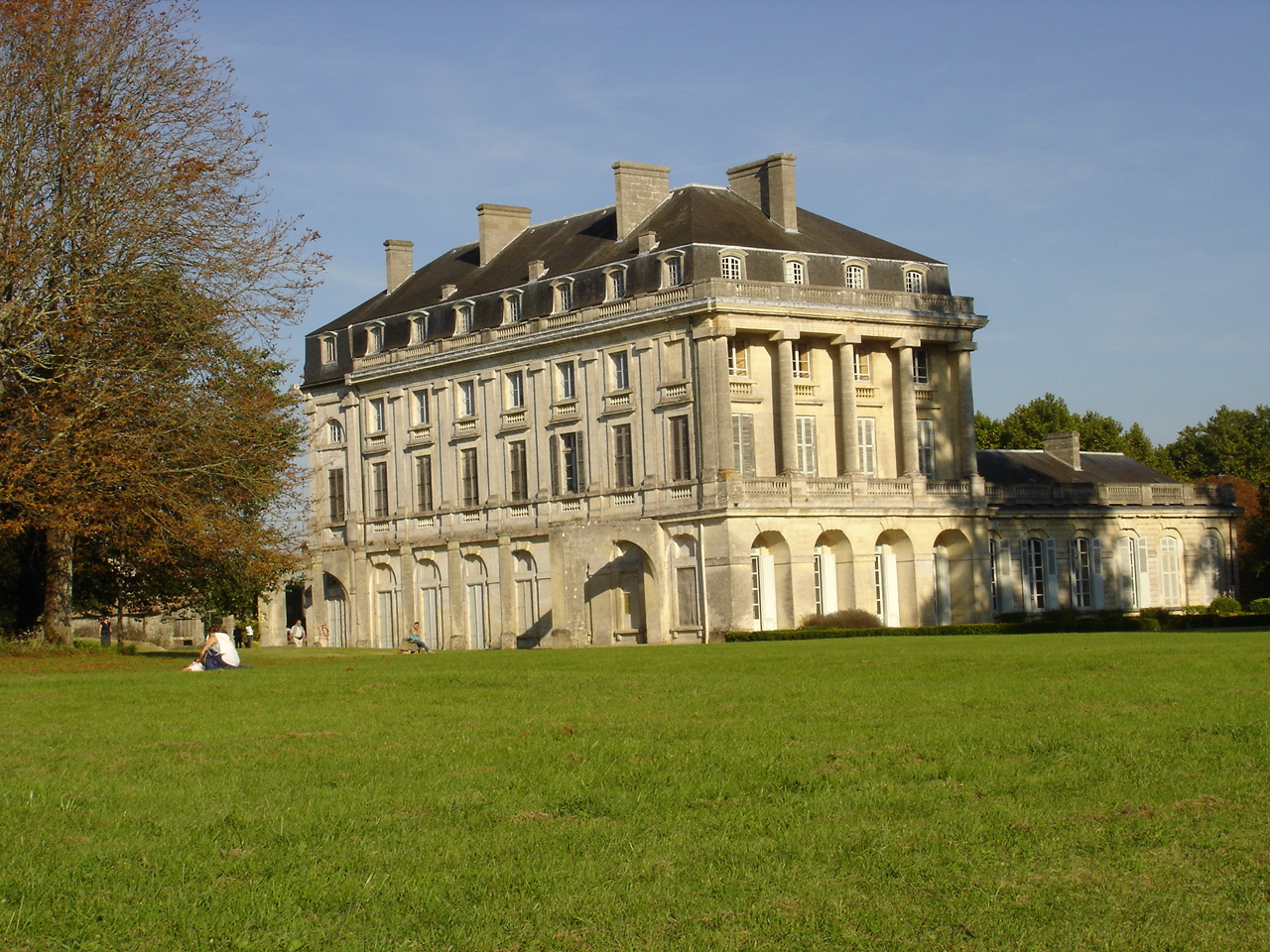
Le château du Bouilh.
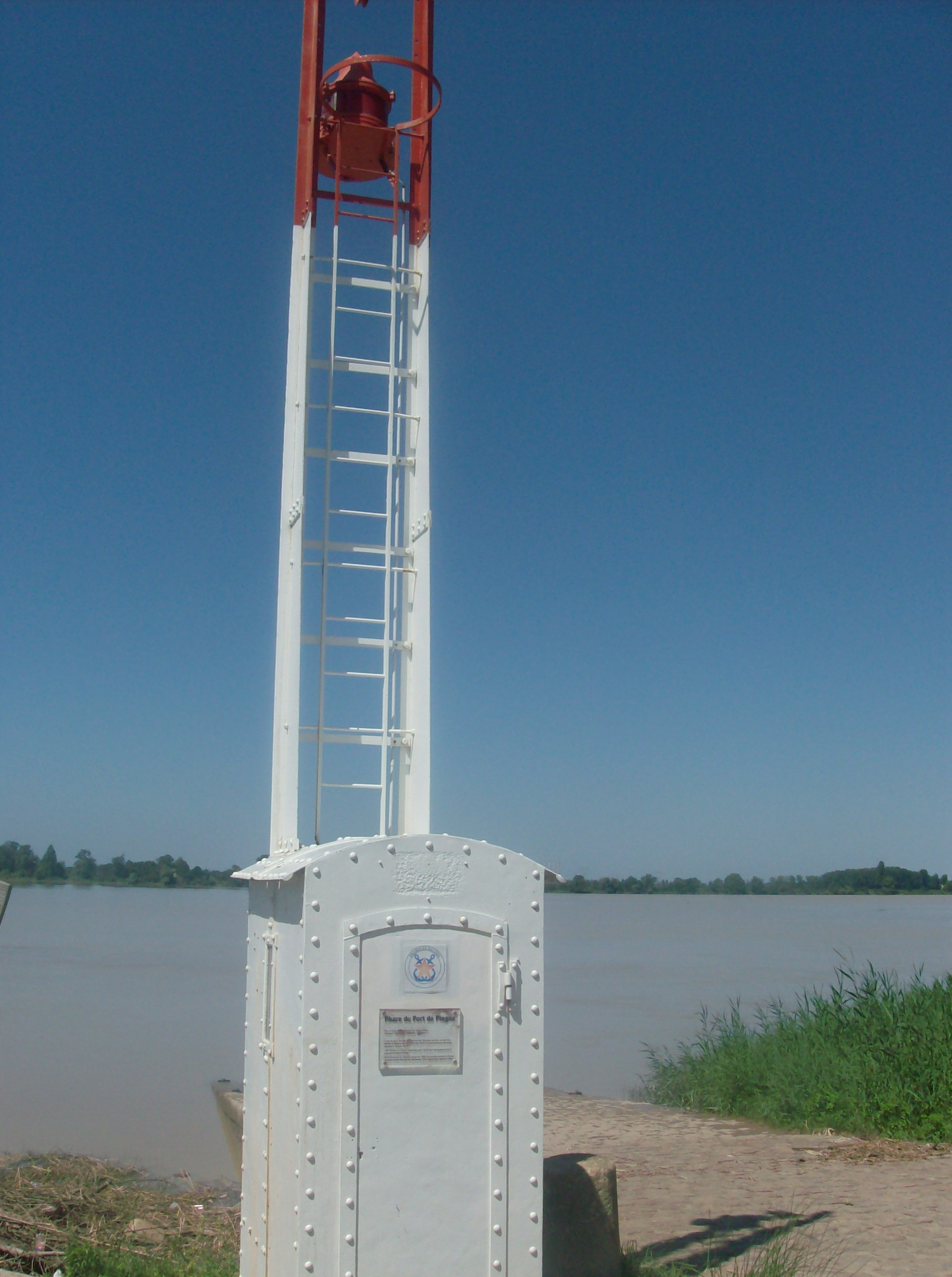
Le phare du port de Plagne.
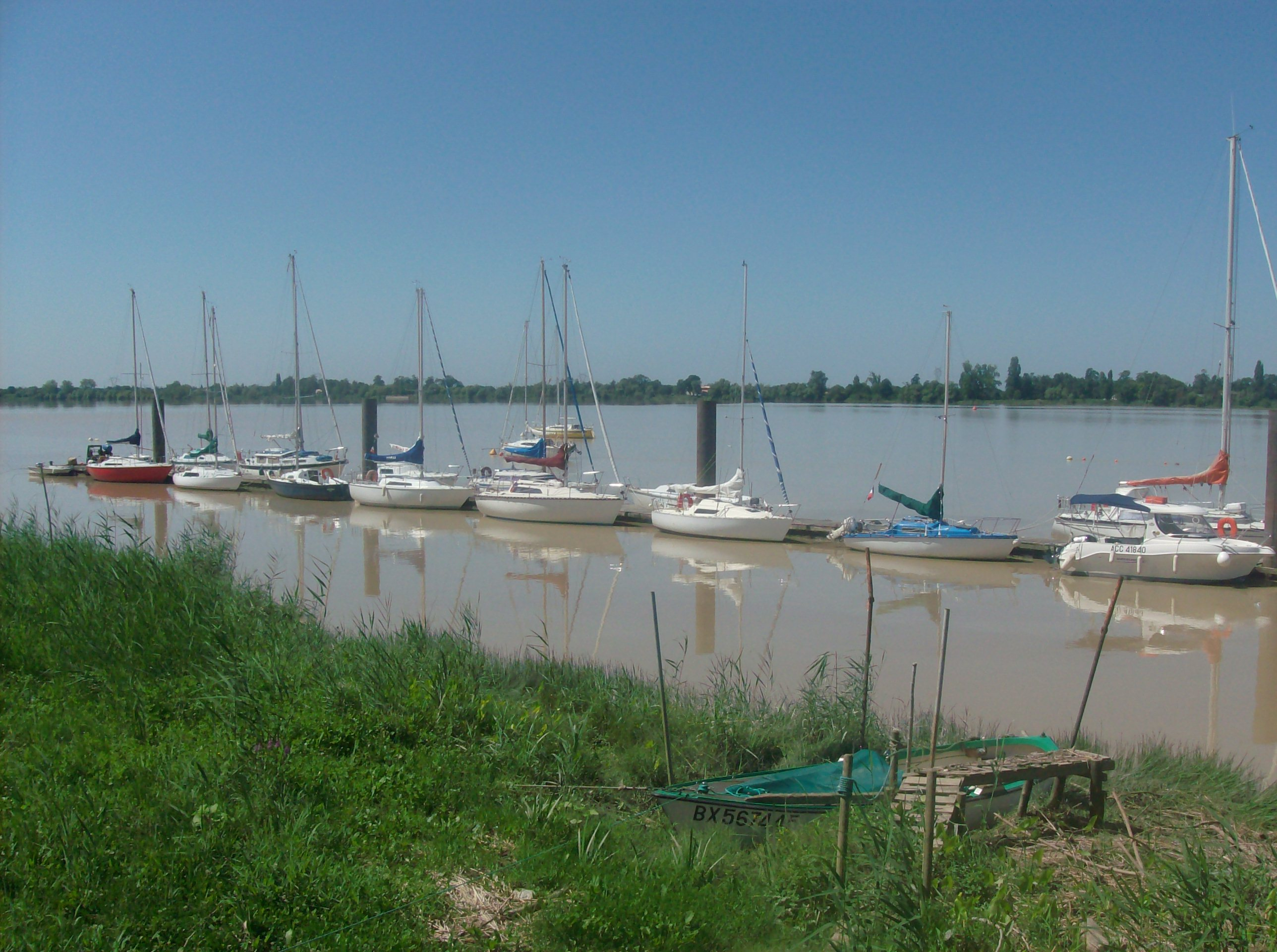
Le port de Plagne.
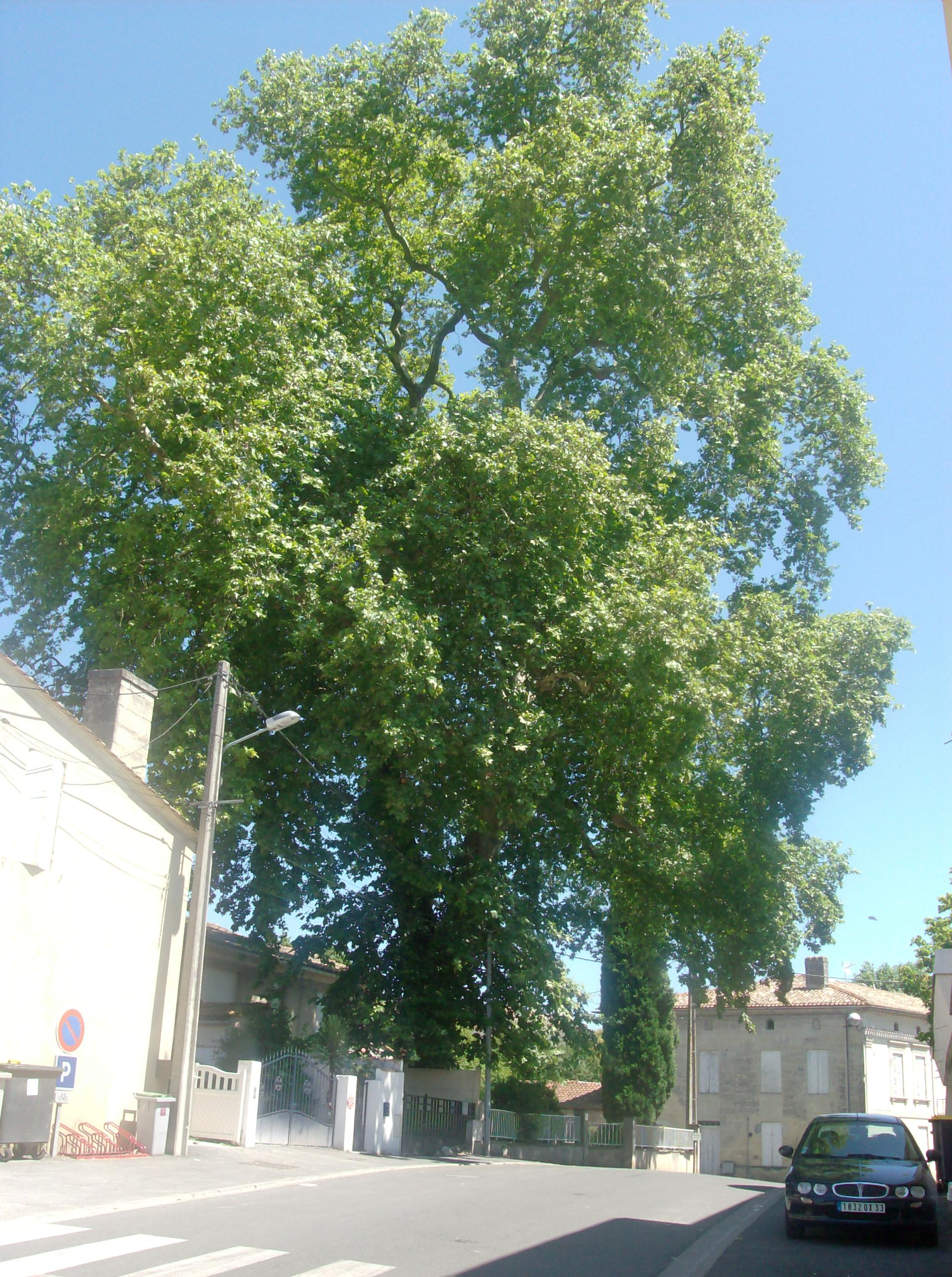
Le platane de Robillard.
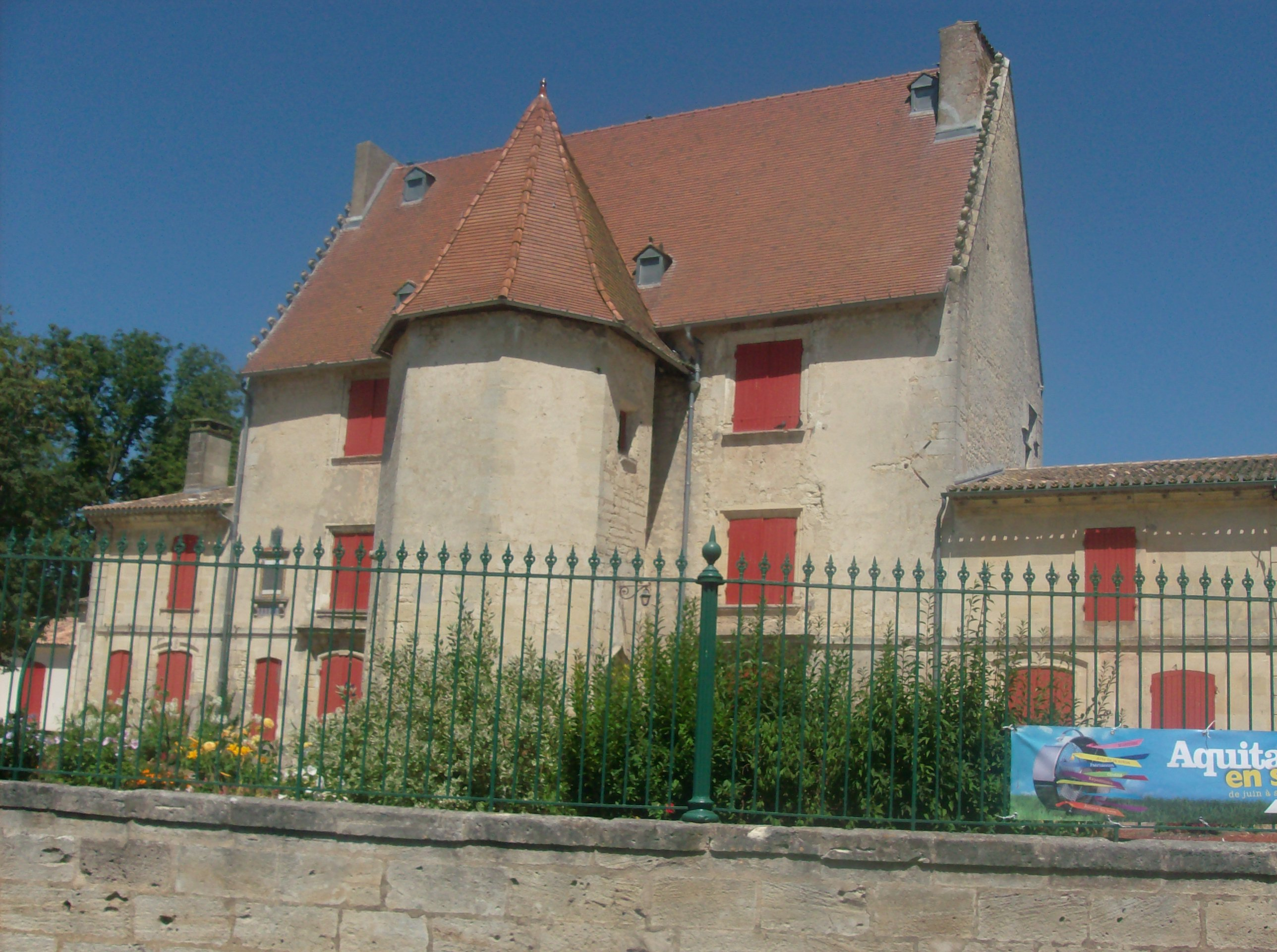
Château Robillard.
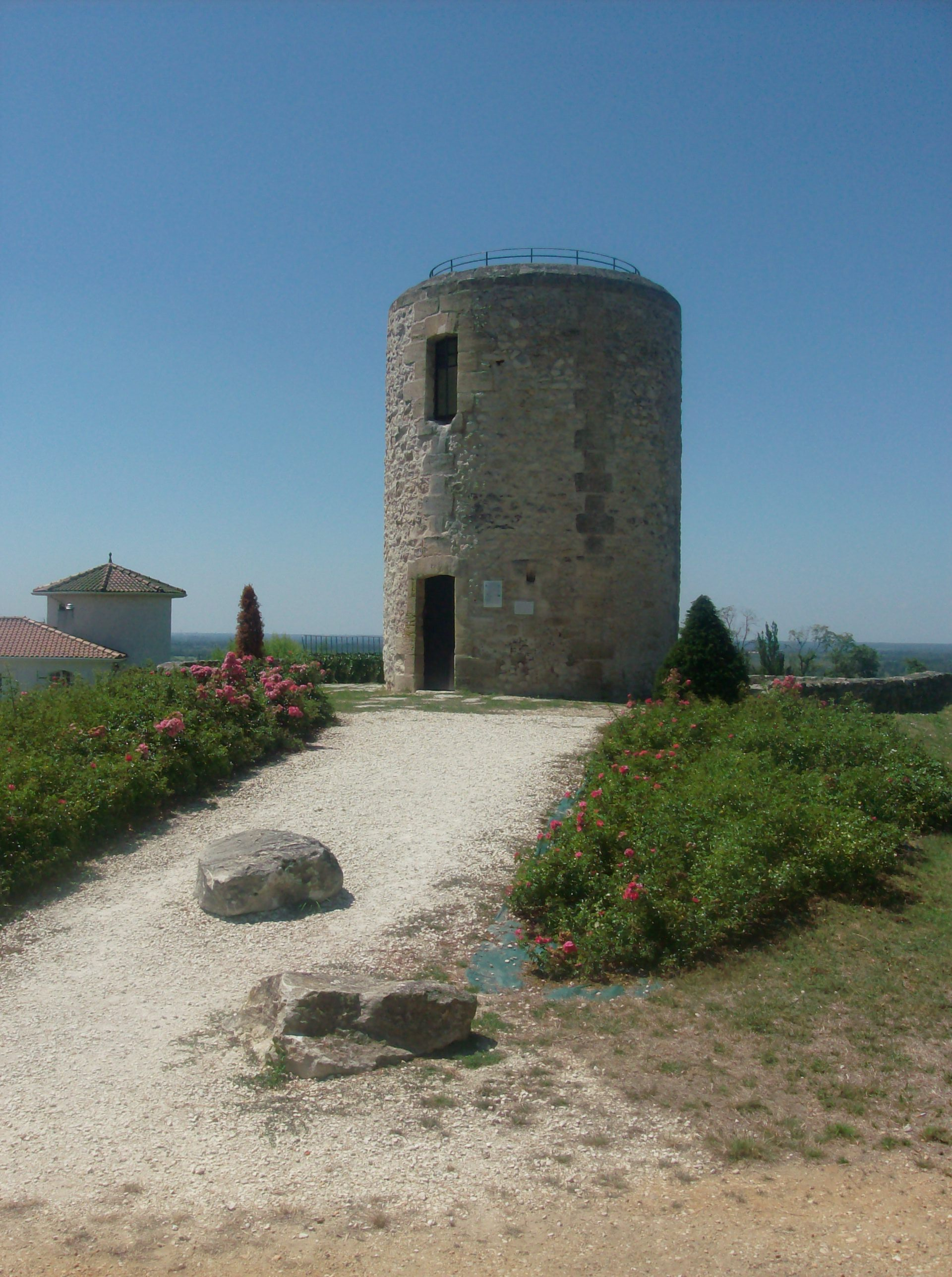
Moulins du site de Montalon.
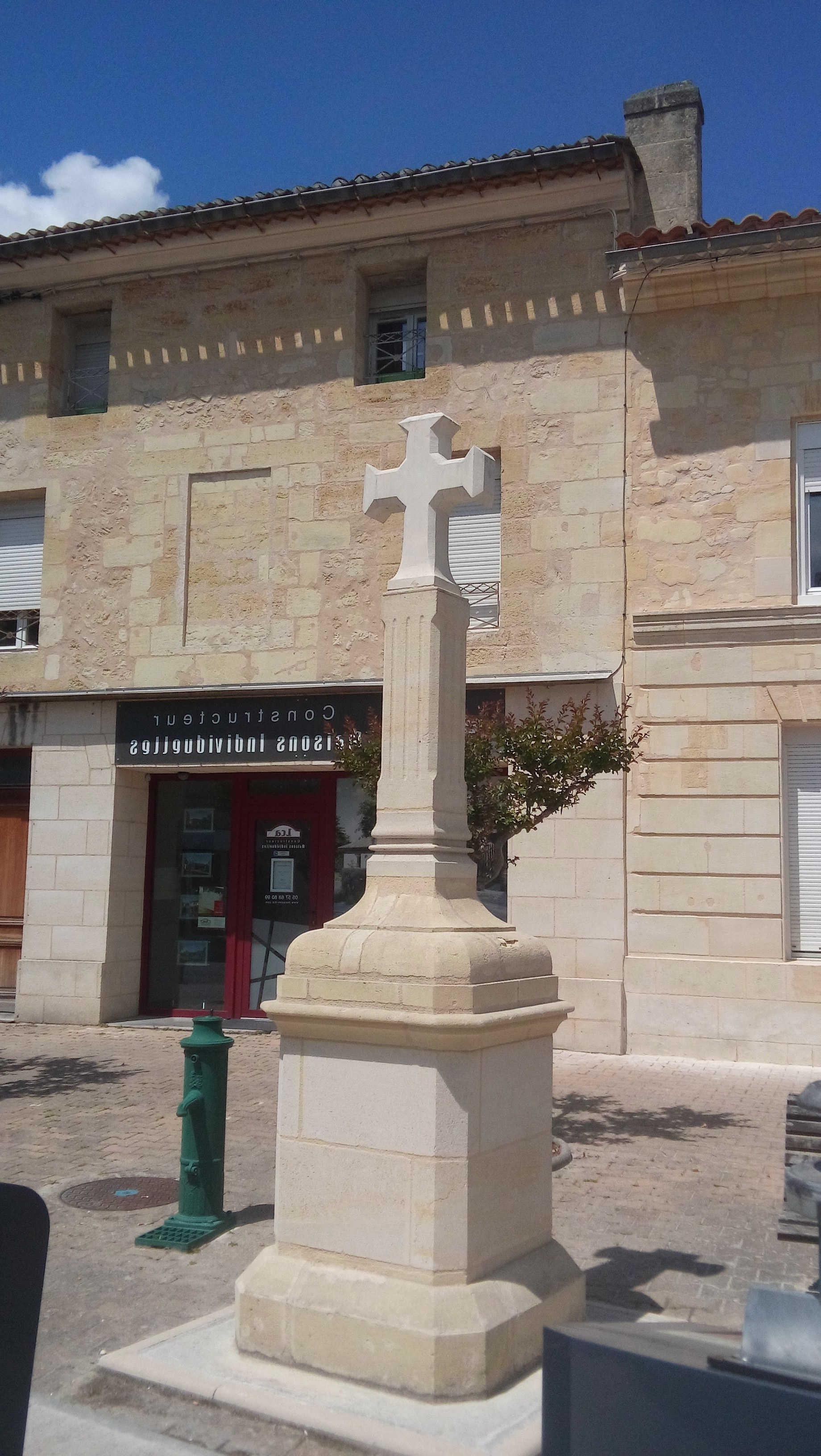
Croix sur la place Charles de Gaulle.

### Personnalités liées à la commune
- Jean-Frédéric de La Tour du Pin Gouvernet (1727-1794), ministre de la Guerre, seigneur du Cubzaguais.
- Henri Hubert-Delisle (1811-1881), gouverneur de l'île de La Réunion, maire de Saint-André-de-Cubzac puis député, conseiller général du canton et enfin sénateur.
- Jean Honoré Olibet (1818-1891), fondateur des usines de biscuits Olibet.
- Aristide Plumeau (1824-1904), médecin, adjoint au maire à Bordeaux, conseiller général de la Gironde, propriétaire viticulteur.
- Jean Vigé (1842-1915), cafetier et animateur en expression gasconne, chroniqueur connu entre 1909 et 1914 pour sa chronique Lou Peysant daou Champ de Feyre dans le journal local Le Cubzaguais.
- Jean-Marie de Lanessan (1843-1919), ministre de la Marine, gouverneur général de l'Indochine française.
- François-Raoul Larche (1860-1912), sculpteur de l'Art nouveau.
- Alexandre Nicolaï (1864-1952), écrivain, historien, président de la Société archéologique de Bordeaux, décédé au château Robillard.
- Henriette-Lucy Dillon, Marquise de La Tour du Pin Gouvernet (1770-1853), mémorialiste.
- Henri Bellivier (1890-1980), champion cycliste.
- Joseph Allain (1891-1959), poète gascon, félibre[61], vigneron qui s'inscrit dans la tradition des poètes-paysans ou artisans chère au Félibrige, auteur d'un cahier de pièces qui a été publié qui chante les charmes de la nature dans le parler gascon très caractéristique du pays cubzaguais.
- Pierre Traverse (1892-1979), élève à l’école des Beaux-Arts de Paris, sculpteur de style art déco.
- André Dubourdieu (1901-1971), pilote aviateur de l’Aéropostale.
- Pierre-Antoine Cousteau, journaliste collaborationniste pendant l'occupation allemande, une des plumes du journal Je suis partout, condamné à la libération, peine commuée en travaux forcés à perpétuité, il travaille ensuite pour Rivarol. Il est le frère aîné de Jacques-Yves Cousteau.
- Jacques-Yves Cousteau (1910-1997), est né au 83, rue Nationale à Saint-André-de-Cubzac le 11 juin 1910, au-dessus de la pharmacie de son grand-père maternel, Ronan Duranthon. Il est issu d'une ancienne famille du Cubzaguais. Il est enterré au cimetière communal.
- György Kurtág (1926), compositeur hongrois, y réside depuis les années 1990[62]
- Jacques Maugein (1934), homme politique, maire de Saint-André-de-Cubzac de 1977 à 2008, conseiller général et député de la Gironde.
- Marc Marcillac (1952), auteur et réalisateur de cinéma.
- Philippe Mohlitz (1941-2019), né à Saint-André-de-Cubzac, graveur français de renommée internationale.

### Héraldique
| Blason de {{{commune}}} | Blason  | Parti, au premier d'azur à la tour d'argent maçonnée de sable, au chef de gueules chargé de trois heaumes aussi d'argent tarés de profil, au second d'or au dauphin contourné d'azur peautré et oreillé de gueules. |
| Blason de {{{commune}}} | Détails | Le statut officiel du blason reste à déterminer. |